# Foton Ollin
Foton Ollin (Фотон Оллін, кит.: 奥铃) — сімейство середніх вантажівок пекінської компанії Beiqi Foton Motor Ltd.

## Опис

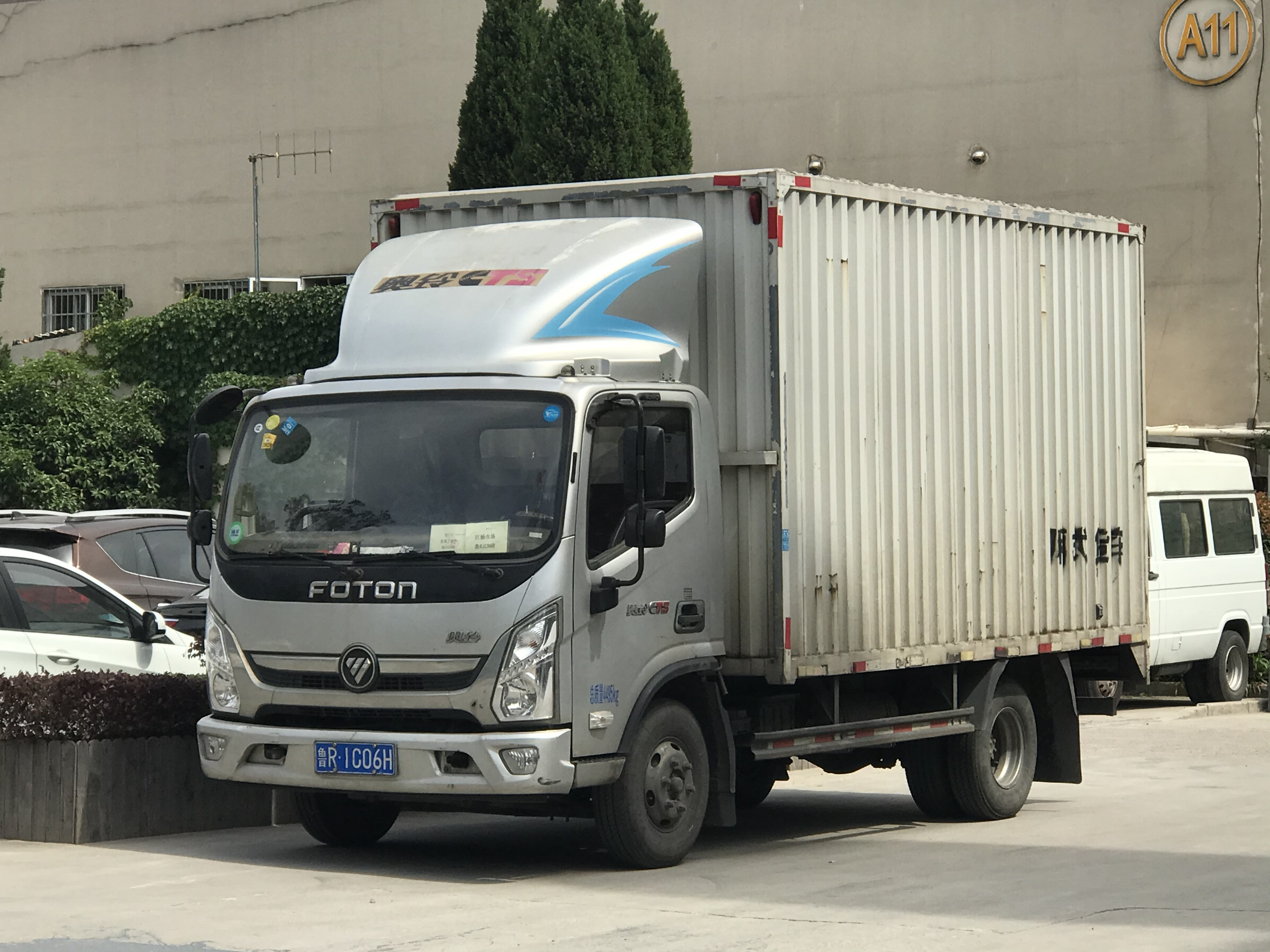
Foton Ollin CTS

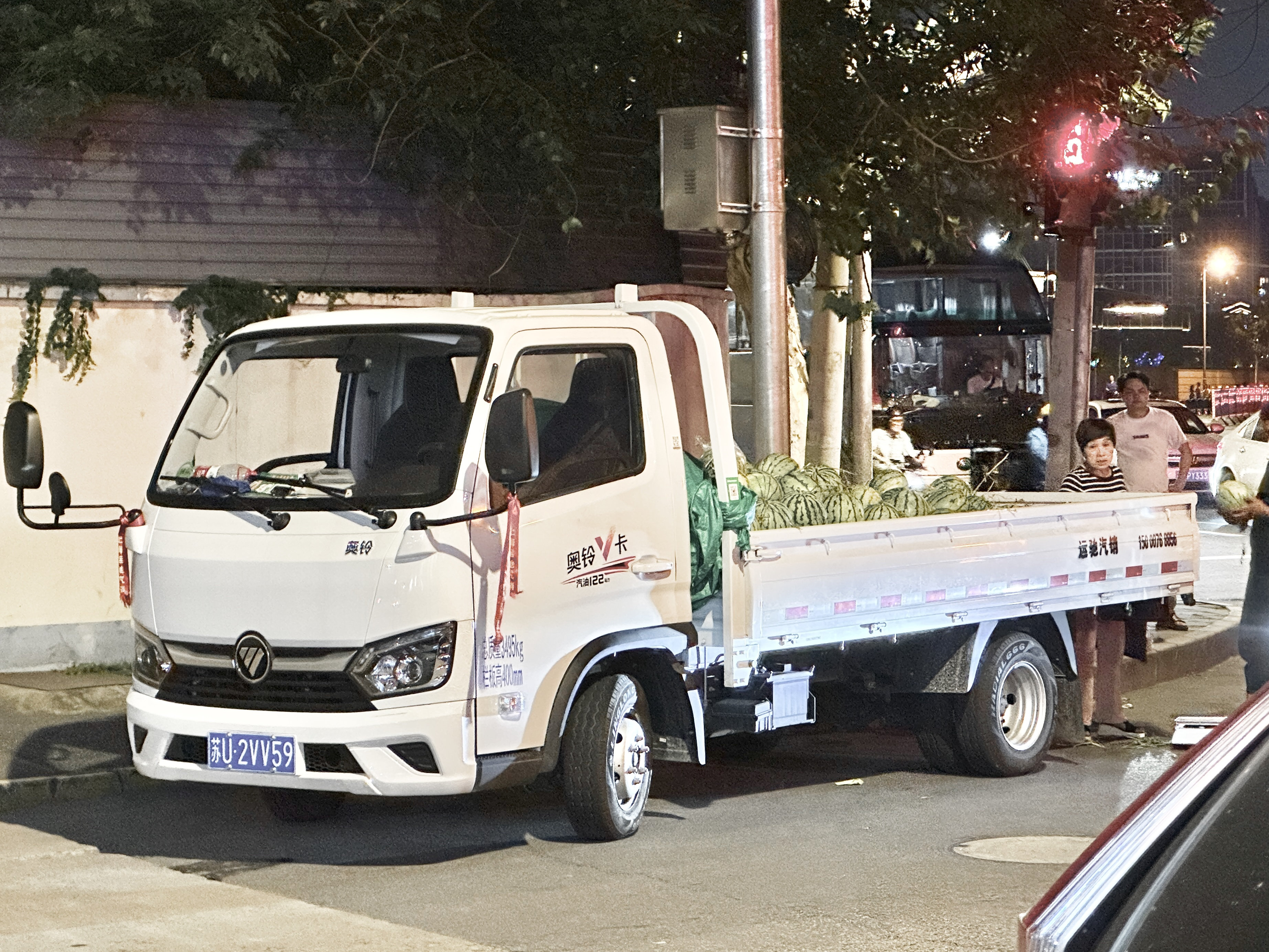
Foton Ollin M

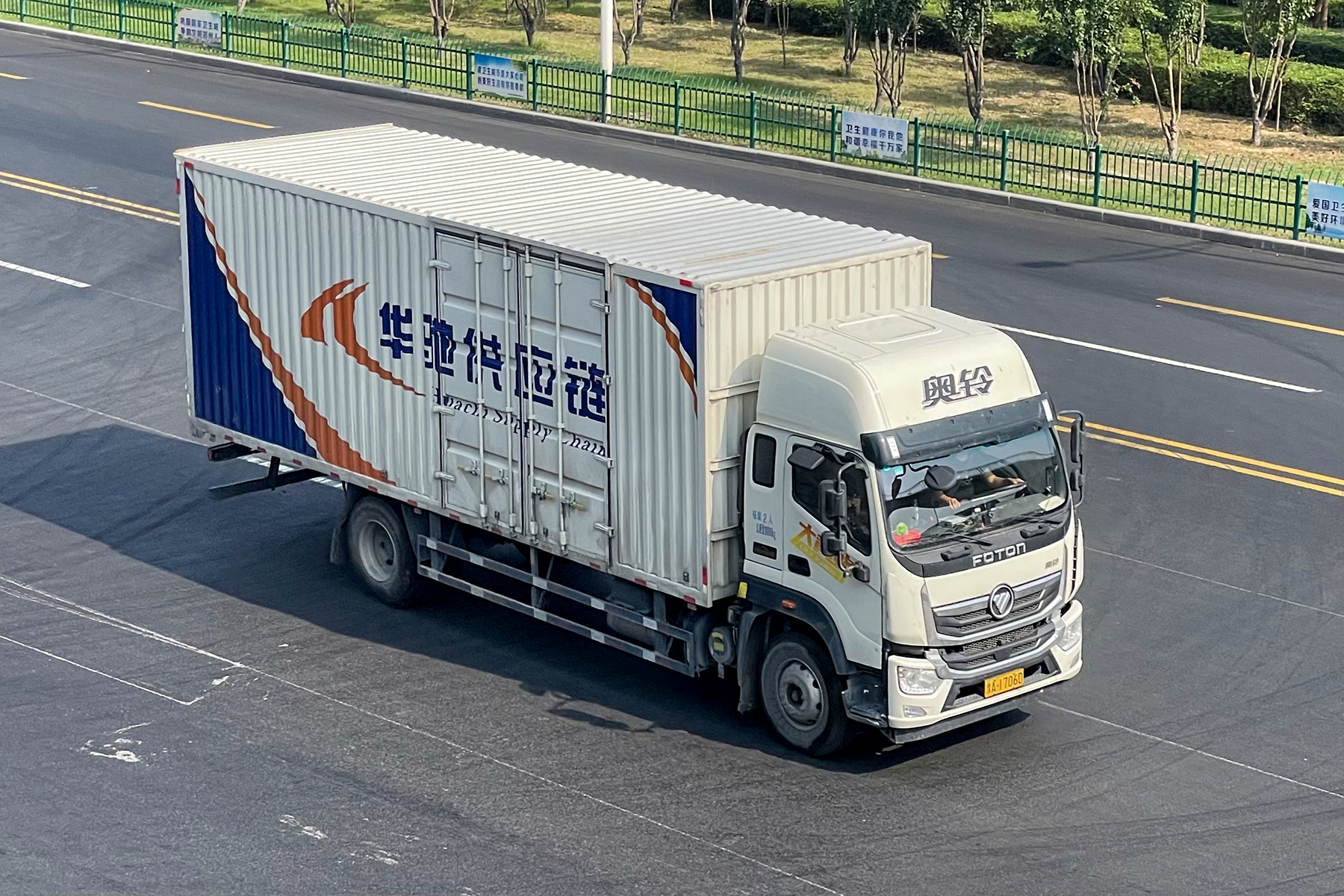
Foton Ollin Hornet

Вантажівки Foton Ollin отримали кабіну подібну на Toyota Dyna, в 2012 році модель модернізували і почали називати Foton Ollin, почали встановлення нових більш просторих кабін, подібних на Isuzu Forward.
Автомобілі Foton Ollin комплектуються дизельними двигунами Isuzu BJ493 2,8 л (90-110 к.с., 172-260 Нм) або Perkins Phaser 110Ti/135Ti/140Ti 4,0 л (104-154 к.с., 360-445 Нм), або Cummins ISF3.8s (156 к.с.), або Yuchai YC4E140 (140 к.с.), або Lovol IE4D160 4,0 л (160 к.с.). Автомобіль з двигуном Cummins називається Foton Ollin CTX, з двигуном Lovol називається Foton Ollin TX.
На вантажівки встановлюють коробки передач німецької компанії ZF.
В 2017 році представлено нову модель Foton Ollin CTS з новою кабіною і двигунами Cummins ISF2.8 (129 к.с., 315 Нм) і ISF3.8 (143 к.с.).
З двигунами в парі працює 5- або 6-ступінчаста механічна коробка передач ZF. Двигуни оснащені системою common rail з електронним управлінням і системою SCR. Зовні Ollin CTS нагадує останнє покоління корейського вантажівки Hyundai Mighty, яка дебютувала в 2016 році. Шасі є з різними варіантами колісної бази в діапазоні від 1880 до 3360 мм. У стандартне оснащення входить ABS.

## Модифікації
- Foton Ollin BJ 1039 вантажопідйомністю 1,5 т
- Foton Ollin BJ 1041 вантажопідйомністю 3,35 т
- Foton Ollin BJ 1043 вантажопідйомністю 3 т
- Foton Ollin BJ 1046 вантажопідйомністю 1,8 т
- Foton Ollin BJ 1049 вантажопідйомністю 3 т
- Foton Ollin BJ 1069 вантажопідйомністю 5 т
- Foton Ollin BJ 1089 вантажопідйомністю 6,2-8 т
- Foton Ollin BJ 1169 вантажопідйомністю 13 т